# The Chief's Blanket
The Chief's Blanket: A Story of an Indian's Sacrifice è un cortometraggio muto del 1912, oggi perduto, diretto da D.W. Griffith.

## Produzione
Il film fu prodotto dalla Biograph Company.

## Distribuzione
Distribuito dalla General Film Company, il film - un cortometraggio di una bobina - uscì nelle sale cinematografiche USA il 10 ottobre 1912. La Moving Pictures Sales Agency lo distribuì l'8 dicembre di quello stesso anno nel Regno Unito.
Non si conoscono copie ancora esistenti della pellicola che viene considerata presumibilmente perduta.